# Nola cretacea
Nola cretacea är en fjärilsart som beskrevs av George Francis Hampson 1914. Nola cretacea ingår i släktet Nola och familjen trågspinnare. Inga underarter finns listade i Catalogue of Life.